# 主审法官 (苏格兰)
主审法官（英语：sheriff principal，复数：sheriffs principal）是苏格兰各个司法辖区（sheriffdom，1975年前与郡等同）的首长，是一种承担司法、准司法及行政职能的法官。它最初由苏格兰君主任命，后来演变为继承制，1746年再次归属于君主。

## 历史
它最早由苏格兰国王大衛一世建立，逐渐演变成世袭职位。1700年，33名主审法官中有21名是世袭的，直到《1746年继承制司法辖区（苏格兰）法案》（Heritable Jurisdictions (Scotland) Act 1746）废除世袭制。到1975年，主审法官缩减为六个。